# Redland (Teksas)
Redland – jednostka osadnicza w Stanach Zjednoczonych, w stanie Teksas, w hrabstwie Angelina.